# 香港衛視
香港衛視，是一個以普通話播出的地區電視頻道。

## 介绍
香港卫视于2008年12月19日在香港注册，2010年9月11日開始試播，2011年获得香港特区政府广播事务管理局颁发拥有6个卫星电视频道的电视台牌照。香港卫视總部設於香港九龍，在北京有演播室，在深圳南山區有基地，主要提供資訊性節目，包括潮流、娛樂、財經及體育等方面。現在提供6條頻道。
2010年10月28日，香港衛視於now TV第368頻道啟播。香港有線電視曾表示會於2011年9月28日第29頻道啟播香港衛視。
2012年7月2日，香港衛視與台灣靖天傳播展開合作，提供部分節目給靖天資訊台播出。
目前，香港卫视以24小时开路不加密的方式，通过亚太5号、亚太6号、亚太7号三星双波段传输，实现高清、标清讯号制式同步播出，已经覆盖亚太、北美、欧洲、中东、非洲等150多个国家和地区。

## 频道

### 香港卫视精品台
香港卫视精品台是香港卫视的第二主打频道，以国语广播。2013年3月18日，香港卫视精品台正式启播，在now TV 551台播放。2014年5月1日，停播。

## 節目
- 港视早新闻
- 港视午新闻
- 港视大直播
- 截击时事
- 印象
- 天下
- 文化风情
- 非遗传人在中国
- 移轴人生
- 東邊西邊
- 香江开讲
- 中国正能量
- 大报头条
- 时尚体育
- 商道启示录
- 慢游大中华
- 带你游天下
- 中国经济
- 时尚汇
- 健康加油站
- 精品时段
- 魅力剧场
- 中国偶像

## 社交媒體
香港衛視在中国內地社交媒體微博、抖音、微信等有開設賬號，粉絲最多達上千萬，但於2024年9月均被封禁，有網民認為，這與香港衛視經常報道內地敏感事件有關。

## 外部連結
- 香港衛視網絡電視台 （页面存档备份，存于）
- 香港衛視的新浪微博
- 香港卫视驻北京办事处的新浪微博